# باشگاه فوتبال مونتری
باشگاه فوتبال مونتری (انگلیسی: Club de Fútbol Monterrey) یک باشگاه فوتبال است که در شهر مونتری کشور مکزیک پایه‌گذاری شده است.